# Coppa araba 2002
La Coppa araba 2002 (كأس العرب 2002) fu l'ottava edizione della Coppa araba, competizione calcistica per nazionali organizzata dalla UAFA. La competizione si svolse in Kuwait dal 16 dicembre al 30 dicembre 2002 e vide la partecipazione di 10 squadre: Arabia Saudita, Bahrein, Giordania, Kuwait, Libano, Marocco, Palestina, Siria, Sudan e Yemen.
La UAFA organizzò questa competizione dal 1963 al 2012 a cadenza variabile. Sebbene la competizione non sia stata ufficialmente cancellata, non ci più eventi dal 2012: si sono avute in totale 9 edizioni più 2 edizioni annullate (l'edizione del l'ultima del 1982 a causa della Guerra del Libano, mentre quella del 2009 per mancanza di sponsor). Durante la lunga interruzione che si è avuta tra il 1966 e il 1985, il torneo fu rimpiazzato (o rinominato) dalla Coppa della Palestina, di cui tre edizioni si giocarono negli anni '70. L'edizione del 1992 è stata parte integrante dei giochi arabi disputati in Siria.

## Formula
- Qualificazioni

Nessuna fase di qualificazione. Le squadre sono qualificate direttamente alla fase finale.
- Fase finale

Fase a gruppi - 10 squadre, divise in due gruppi da cinque squadre. Giocano partite di sola andata, le prime due classificate si qualificano alle semifinali.
Fase a eliminazione diretta - 4 squadre, giocano partite di sola andata. La vincente si laurea campione UAFA.

## Squadre partecipanti
| Pr. | Squadra        | Data di qualificazione certa | Partecipante in quanto                                         | Partecipazioni precedenti al torneo          | Ultima presenza |
| --- | -------------- | ---------------------------- | -------------------------------------------------------------- | -------------------------------------------- | --------------- |
| 1   | Kuwait         | -                            | Rappresentativa della nazione organizzatrice della fase finale | 6 (1963, 1964, 1966, 1988, 1992, 1998)       | Qatar 1998      |
| 2   | Arabia Saudita | -                            | Rappresentativa della nazione detentrice del titolo            | 4 (1985, 1988, 1992, 1998)                   | Qatar 1998      |
| 3   | Bahrein        | -                            | Qualificata di diritto                                         | 3 (1966, 1985, 1988)                         | Giordania 1988  |
| 4   | Giordania      | -                            | Qualificata di diritto                                         | 7 (1963, 1964, 1966, 1985, 1988, 1992, 1998) | Qatar 1998      |
| 5   | Libano         | -                            | Qualificata di diritto                                         | 5 (1963, 1964, 1966, 1988, 1998)             | Qatar 1998      |
| 6   | Marocco        | -                            | Qualificata di diritto                                         | 1 (1998)                                     | Qatar 1998      |
| 7   | Palestina      | -                            | Qualificata di diritto                                         | 2 (1966, 1992)                               | Siria 1992      |
| 8   | Siria          | -                            | Qualificata di diritto                                         | 5 (1963, 1966, 1988, 1992, 1998)             | Qatar 1998      |
| 9   | Sudan          | -                            | Qualificata di diritto                                         | 1 (1998)                                     | Qatar 1998      |
| 10  | Yemen          | -                            | Qualificata di diritto                                         | 1 (1966)                                     | Iraq 1966       |

Nella sezione "partecipazioni precedenti al torneo", le date in grassetto indicano che la nazione ha vinto quella edizione del torneo, mentre le date in corsivo indicano la nazione ospitante.

## Fase finale

### Fase a gruppi

#### Gruppo A
| Al Kuwait 16 dicembre 2002 | Kuwait | 1 – 1 | Marocco | Stadio Al Kuwait Sports Club |

| Al Kuwait 16 dicembre 2002 | Palestina | 1 – 1 | Giordania | Stadio Al Kuwait Sports Club |

| Al Kuwait 18 dicembre 2002 | Marocco | 1 – 1 | Giordania | Stadio Al Kuwait Sports Club |

| Al Kuwait 18 dicembre 2002 | Kuwait | 1 – 0 | Sudan | Stadio Al Kuwait Sports Club |

| Al Kuwait 20 dicembre 2002 | Giordania | 2 – 1 | Sudan | Stadio Al Kuwait Sports Club |

| Al Kuwait 20 dicembre 2002 | Marocco | 3 – 1 | Palestina | Stadio Al Kuwait Sports Club |

| Al Kuwait 23 dicembre 2002 | Sudan | 2 – 2 | Palestina | Stadio Al Kuwait Sports Club |

| Al Kuwait 23 dicembre 2002 | Giordania | 2 – 1 | Kuwait | Stadio Al Kuwait Sports Club |

| Al Kuwait 25 dicembre 2002 | Sudan | 1 – 0 | Marocco | Stadio Al Kuwait Sports Club |

| Al Kuwait 25 dicembre 2002 | Kuwait | 3 – 3 | Palestina | Stadio Al Kuwait Sports Club |

| Pos | Squadra   | P.ti | G | V | N | P | GF | GS | DR |
| --- | --------- | ---- | - | - | - | - | -- | -- | -- |
| 1   | Giordania | 8    | 4 | 2 | 2 | 0 | 6  | 4  | +2 |
| 2   | Marocco   | 5    | 4 | 1 | 2 | 1 | 5  | 4  | +1 |
| 3   | Kuwait    | 5    | 4 | 1 | 2 | 1 | 6  | 6  | 0  |
| 4   | Sudan     | 4    | 4 | 1 | 1 | 2 | 4  | 5  | -1 |
| 5   | Palestina | 3    | 4 | 0 | 3 | 1 | 7  | 9  | -2 |

Giordania e Marocco qualificati alle semifinali.

#### Gruppo B
| Al Kuwait 17 dicembre 2002 | Arabia Saudita | 2 – 1 | Bahrein | Stadio Al Kuwait Sports Club |

| Al Kuwait 17 dicembre 2002 | Yemen | 0 – 4 | Siria | Stadio Al Kuwait Sports Club |

| Al Kuwait 19 dicembre 2002 | Bahrein | 2 – 0 | Siria | Stadio Al Kuwait Sports Club |

| Al Kuwait 19 dicembre 2002 | Arabia Saudita | 1 – 0 | Libano | Stadio Al Kuwait Sports Club |

| Al Kuwait 21 dicembre 2002 | Siria | 4 – 1 | Libano | Stadio Al Kuwait Sports Club |

| Al Kuwait 21 dicembre 2002 | Bahrein | 3 – 1 | Yemen | Stadio Al Kuwait Sports Club |

| Al Kuwait 24 dicembre 2002 | Libano | 4 – 2 | Yemen | Stadio Al Kuwait Sports Club |

| Al Kuwait 24 dicembre 2002 | Siria | 0 – 3 | Arabia Saudita | Stadio Al Kuwait Sports Club |

| Al Kuwait 26 dicembre 2002 | Yemen | 2 – 2 | Arabia Saudita | Stadio Al Kuwait Sports Club |

| Al Kuwait 26 dicembre 2002 | Libano | 0 – 0 | Bahrein | Stadio Al Kuwait Sports Club |

| Pos | Squadra        | P.ti | G | V | N | P | GF | GS | DR |
| --- | -------------- | ---- | - | - | - | - | -- | -- | -- |
| 1   | Arabia Saudita | 10   | 4 | 3 | 1 | 0 | 8  | 3  | +5 |
| 2   | Bahrein        | 7    | 4 | 2 | 1 | 1 | 6  | 3  | +3 |
| 3   | Siria          | 6    | 4 | 2 | 0 | 2 | 8  | 6  | +2 |
| 4   | Libano         | 4    | 4 | 1 | 1 | 2 | 5  | 7  | -2 |
| 5   | Yemen          | 1    | 4 | 0 | 1 | 3 | 5  | 13 | -8 |

Arabia Saudita e Bahrein qualificati alle semifinali.

### Fase a eliminazione diretta

#### Tabellone
|  | Semifinali     | Semifinali     | Semifinali |         |                | Finale         | Finale | Finale |  |
|  |                |                |            |         |                |                |        |        |  |
|  | Giordania      | Giordania      | 1          |         |                |                |        |        |  |
|  | Giordania      | Giordania      | 1          |         |                |                |        |        |  |
|  | Bahrein        | Bahrein        | 2          |         |                |                |        |        |  |
|  | Bahrein        | Bahrein        | 2          |         | Arabia Saudita | Arabia Saudita | 2      |        |  |
|  |                |                |            |         | Arabia Saudita | Arabia Saudita | 2      |        |  |
|  |                |                | Bahrein    | Bahrein | 1              |                |        |        |  |
|  | Arabia Saudita | Arabia Saudita | Bahrein    | Bahrein | 1              | 2              |        |        |  |
|  | Arabia Saudita | Arabia Saudita |            |         |                |                |        |        |  |
|  | Marocco        | Marocco        | 0          |         |                |                |        |        |  |

#### Semifinali
| Al Kuwait 28 dicembre 2002 | Giordania | 1 – 2 (d.t.s.) | Bahrein | Stadio Al Kuwait Sports Club |

| Al Kuwait 28 dicembre 2002 | Arabia Saudita | 2 – 0 | Marocco | Stadio Al Kuwait Sports Club |

#### Finale
| Al Kuwait 30 dicembre 2002 | Arabia Saudita | 2 – 1 (d.t.s.) | Bahrein | Stadio Al Kuwait Sports Club |